# 왕희순 (고려)
왕희순(王希順, 생몰년 미상)은 신라(新羅)말 고려(高麗) 초기 사람으로 고려(高麗)의 개국공신(開國功臣) 삼한벽상익찬공신(三韓壁上翊贊功臣) 2등이었다. 태조(太祖)의 사촌 동생이자 개국공신(開國功臣) 왕삼순(王三順)의 형제였다. 본관은 개성(開城).

## 생애
의조(懿祖)의 손자이자 태조(太祖)의 아버지인 세조(世祖)와 왕평달(王平達)의 조카로 생부는 미상이다. 고려(高麗)의 개국공신(開國功臣)이자 후삼국(後三國)을 통일할 때 삼한벽상익찬공신(三韓壁上翊贊功臣) 2등에 책록되었고, 송도의 사심관을 역임하였다.

## 가계
- 조부 : 의조(懿祖)
- 조모 : 원창왕후(威肅王后)
  - 아버지: 개성 왕씨(開城 王氏)
  - 어머니: 미상
    - 동생 : 왕삼순(王三順) 元尹

## 같이 보기
- 작제건
- 왕평달
- 왕건
- 왕륭